# Buchhandlungs-Gehilfen-Verein zu Leipzig
Der Buchhandlungs-Gehilfen-Verein zu Leipzig war eine Vereinigung von Buchhändlern und Buchhandlungsgehilfen, ihm verdankt auch der durch seine sozialen Einrichtungen bekannte große „Allgemeine deutsche Buchhandlungsgehilfen Verband“, der im Jahre 1872 gegründet wurde, seine Entstehung. Gehilfenvereine entstanden im 19. Jahrhundert zunächst auf lokaler Basis. Den Anfang machte der Buchhandlungs-Gehilfenverein in Leipzig als soziale Selbsthilfeeinrichtung.

## Geschichte
Am 5. Oktober 1833 fand in Leipzig, zur Gründung eines Vereins, eine Versammlung der Buchhändlergehilfenschaft im Hôtel de Prusse statt. Eingeladen hatten Eduard Avenarius und Otto August Schulz. Unter den Teilnehmern waren unter anderem Julius Klinkhardt, Otto Spamer, Ernst Keil und Karl Franz Gottfried Koehler, die später namhafte Buchhandlungsfirmen begründeten. Der Verein bekam den Namen „Buchhandlungs-Gehilfen-Verein zu Leipzig“. Der Verein verfolgte den Zweck den geselligen, beruflichen, wirtschaftlichen und Wohlfahrts-Bedürfnissen seiner Mitglieder zu dienen. Zum 1. Vorsitzenden wurde Eduard Avenarius gewählt, ihm zur Seite stand Otto August Schulz als Sekretär.
Anfänglich nur die Förderung des persönlichen und geselligen Verkehrs sowie die Fortbildung seiner Mitglieder pflegend, hatte der Verein im Laufe der Jahre durch eine Reihe sozialer Einrichtungen seinen Wirkungskreis erweitert. Schon 1849 entstand die Unterstützungskasse, der später eine Krankenkasse, Pensionskasse und Witwen und Waisenkasse folgten. Die Bibliothek, im Jahre 1858 begonnen, umfasste 1908 einen Bestand von über 10 000 Bänden. Vorträge, Vorlesungen, Unterrichtskurse, Vereinsabende, gesellschaftliche Veranstaltungen, Theatervorstellungen u. s. w. bildeten das ständige reichhaltige Jahresprogramm für seine Mitglieder, ebenso dienten die Vereinsblätter „Börsenblatt für den deutschen Buchhandel“ und „Leipziger Korrespondenzblatt“ Zentral-Organ für die Interessen der Gehilfenschaft des deutschen Buchhandels, zu deren Information.
Im Mai 1914 wurde unter Teilnahme des Vereins die Internationale Ausstellung für Buchgewerbe und Graphik feierlich eröffnet. Nach Verhandlungen mit den Arbeitgebern und Mitgliedern wurde die schon einmal gegründete Stellenvermittlung am 15. Oktober 1915 neu gegründet, zum Leiter wurde Otto Nathusius gewählt.
Die Luftangriffe auf Leipzig fügten der Stadt während des Zweiten Weltkriegs schwere Schäden zu, damit dürfte auch das Ende des Vereins markiert gewesen sein. In der frühen Bundesrepublik organisierten sich viele Mitglieder des Buchhandels in der Gewerkschaft Handel, Banken und Versicherungen (HBV gegr. 1949). Gewerkschaften im Buchhandel entwickelten sich aus den Gehilfenvereinen, erste reine Arbeitnehmervertretung mit Charakter einer Gewerkschaft war die Allgemeine Vereinigung Deutscher Buchhandlungs-Gehilfen (AV) gegründet 1895.

## Mitglieder
Als prominente Beispiele für Mitglieder der Gesellschaft seien genannt:
- Julius Klinkhardt (1810–1881), Buchhändler und Verleger
- Otto Spamer (1820–1886), Buchhändler und Verleger
- Ernst Keil (1816–1878), Buchhändler und Verleger
- Karl Franz Gottfried Koehler (1764–1833), Verleger

## Vereinsvorsitzende
Eine chronologische Übersicht über alle Vorsitzende des Vereins seit Gründung bis 1933.
| Amtszeit  | Vorsitzende          |
| --------- | -------------------- |
| 1833–1835 | Eduard Avenarius     |
| 1835–1837 | Otto August Schulz   |
| 1837–1838 | Franz Theodor Franke |
| 1838–1839 | G. Orthaus           |
| 1839–1841 | D. Geißler           |
| 1841–1843 | H. Teubner           |
| 1843–1844 | R. Frantz            |
| 1844–1845 | D. Geißler           |
| 1845–1846 | E. Rümpler           |
| 1846–1847 | A. Auerbach          |
| 1847–1850 | Otto Holtze          |
| 1850–1851 | Franz Luckenbach     |
| 1851–1852 | G. Kluge             |
| 1852–1853 | A. Refelshöfer       |
| 1853–1854 | A. Thieme            |

| Amtszeit  | Vorsitzende      |
| --------- | ---------------- |
| 1854–1856 | E. H. Strabel    |
| 1856–1857 | R. Lehmann       |
| 1857–1859 | Ad. Ulm          |
| 1859–1860 | A. Schürmann     |
| 1860–1862 | A. Schmitt       |
| 1862–1863 | A. F. Beer       |
| 1863–1869 | W. Lutze         |
| 1869–1871 | Heinr. Jul. Rech |
| 1871–1873 | Ed. Baldamus     |
| 1873–1874 | Heinr. Schmidt   |
| 1874–1875 | Paul Neubner     |
| 1875–1876 | Reinh. Manitius  |
| 1876–1878 | Heinrich Richter |
| 1878–1879 | Reinh. Manitius  |
| 1879–1880 | Robert Noske     |

| Amtszeit  | Vorsitzende                  |
| --------- | ---------------------------- |
| 1880–1881 | Adolf Liederwald/Herm. Pohle |
| 1881–1884 | Carl Rühle                   |
| 1884–1885 | Max Weg                      |
| 1885–1886 | Carl Rühle                   |
| 1886–1888 | Ernst Mayer                  |
| 1888–1904 | Paul Scholtze                |
| 1905–1906 | Ernst Münz                   |
| 1907      | Georg Korczewski             |
| 1908–1909 | Richard Rief                 |
| 1909–1912 | Ernst Münz                   |
| 1913–1916 | Hermann Beyer                |
| 1917      | Georg Korczewski             |
| 1918–1928 | Ernst Münz                   |
| 1929–1933 | Max Fischer                  |

## Veröffentlichungen
- Der Buchhandlungs-Gehilfen-Verein zu Leipzig und Herr Eduard Baldamus. Hahn, Leipzig 1876.
- Buchhandlungs-Gehilfen-Verein zu Leipzig: Einladung z. Feier d. 50j. Bestehens, Leipzig, 1883.
- Geschichte des Buchhandlungs-Gehilfen-Vereins zu Leipzig: Festschrift zum Jubiläum des fünfzigjährigen Bestehens des Vereins, Verlag d. Buchhandlungs-Gehilfen-Vereins, 1883.
- Buchhandlungs-Gehilfen-Verein zu Leipzig: 54. Vereinsjahr. 1886–1887.
- Katalog der Bibliothek des Buchhandlungs-Gehilfen-Vereins zu Leipzig. Verlag des Buchhandlungs-Gehilfen-Vereins, Leipzig 1887.
- Festgabe zur Jubelfeier des 75jährigen Bestehens des Buchhandlungs-Gehilfen-Vereins zu Leipzig. Teubner, 1908.
- Monatliche Mitteilungen des Buchhandlungs-Gehilfen-Vereins zu Leipzig. 1913 bis 1938.
- Hundert Jahre Buchhandlungs-Gehilfen-Verein zu Leipzig. von Walter Lange, 1933.